# تشارلي ساندز (لاعب كرة قاعدة)
تشارلي ساندز (بالإنجليزية: Charlie Sands)‏ هو لاعب كرة قاعدة أمريكي، ولد في 17 ديسمبر 1947 في نيوبورت نيوز في الولايات المتحدة، وتوفي في 22 أغسطس 2016 في نيبلز في الولايات المتحدة.

## وصلات خارجية
- تشارلي ساندز على موقعبيزبول رفرنس.كوم (الدوري الرئيسي) (الإنجليزية)